# Archelange
Archelange település Franciaországban, Jura megyében. Lakosainak száma 218 fő (2022. január 1.). Archelange Moissey, Authume, Châtenois, Gredisans, Jouhe és Menotey községekkel határos.

## Népesség
A település népességének változása:
| Lakosok száma | 146  | 164  | 197  | 225  | 236  | 227  | 218  | 216  | 215  | 218  |
|               | 1968 | 1982 | 1990 | 2006 | 2013 | 2015 | 2017 | 2019 | 2020 | 2022 |